# Kahe (peuple)
Pour les articles homonymes, voir Kahe.
Les Kahe (ou Wakahe) sont une population d'Afrique de l'Est vivant en Tanzanie, dans la région du Kilimandjaro, au sud-est de la ville de Moshi, à proximité de la frontière avec le Kenya. 
Certains observateurs les considèrent comme proches des Chagga, voire des Maasaï.
Documentés dans la littérature coloniale de langue anglaise et surtout allemande (leur territoire faisait partie de l'Afrique orientale allemande), ils sont aujourd'hui peu nombreux – moins de 3 000 – et pourraient être menacés de disparition.

## Langue
Leur langue est le kahe (ou kikahe), une langue bantoue, dont le nombre de locuteurs était estimé à 2 700 en 1987.